# Ilià Mussin
Ilià Aleksàndrovitx Mussin (en rus: Илья́ Алекса́ндрович Му́син) (6 de gener de 1904 (24 de desembre de 1903, segons el calendari julià) - 6 de juny de 1999) va ser un director d'orquestra i prominent professor i teòric de direcció d'orquestra rus.

## Biografia
Mussin va estudiar al principi amb Nikolai Malkó i Aleksandr Gauk. Es converteix en assistent de Fritz Stiedry amb l'Orquestra Filharmònica de Sant Petersburg el 1934. El govern soviètic el va enviar més tard a dirigir l'Orquestra Estatal de Belarús, però després va retallar la seva carrera com a director perquè mai va voler formar part del Partit Comunista. Llavors va decidir dedicar-se a l'ensenyament, creant una escola de direcció que encara és denominada com Escola de direcció de Leningrad. Va passar el període de la Segona Guerra Mundial entre 1941 i 1945 a Taixkent, Uzbekistan, un lloc on molts intel·lectuals russos es van traslladar per passar la guerra de manera segura. Allà va continuar amb les seves tasques de direcció i ensenyament. El 22 de juny de 1942, coincidint amb l'aniversari de la invasió alemanya, va dirigir la segona interpretació de la Setena Simfonia Leningrad de Xostakóvitx.
En 1932, Mussin va ser convidat a fer classes de direcció al Conservatori de Sant Petersburg, conegut llavors com a Conservatori de Leningrad. Va desenvolupar un complet sistema teòric per facilitar als estudiants comunicar-se amb l'orquestra per mitjà de les mans, requerint un mínim d'instruccions verbals. Ningú havia formulat de forma tan detallada i clara un sistema de gestos de direcció. Aparentment, la seva pròpia experiència durant la seva formació com a director li va portar a estudiar els aspectes més intricats de la tècnica manual. Quan Mussin va intentar ser admès a les classes de direcció de Malkó en el Conservatori de Leningrad el 1926, va ser rebutjat a causa de la seva escassa tècnica manual. Va pregar a Malkó que l'admetés de forma provisional i finalment es va convertir en una autoritat en la tècnica manual, arribant a descriure el seu sistema en el seu llibre La tècnica de la direcció, que va ser publicat el 1967, però que ha estat sempre una raresa, fins i tot a Rússia. Només està disponible en rus i búlgar. Mussin descriu els principis generals del seu mètode amb aquestes paraules: "Un director ha de fer la música visible per als seus músics amb les mans. Hi ha sempre dos components de la direcció, expressivitat i precisió. Aquests dos components estan en oposició dialèctica un respecte de l'altre; de fet, un cancel·la a l'altre. Un director ha de trobar la forma de manejar tots dos al mateix temps."
Al llarg d'una carrera en l'ensenyament de més de seixanta anys, entre els seus més coneguts alumnes es troben: Alexander Titov, Rudolf Barxai, Semion Bitxkov, Tugán Sójiev, Sabrie Bekírova, Oleg Caetani, Vassily Sinaisky, Konstantín Simeónov, Odysseas Dimitriadis, Vladislav Chernushenko, Víctor Fedótov, Leonid Shulman, Arnold Katz, Andréi Chistyakov, Sian Edwards, Martyn Brabbins, Kim Ji Hoon, Peter Jermihov, Alexander Walker, Yuri Temirkánov, Valeri Guérguiev, Teodor Currentzis, Ennio Nicotra, Ricardo Chiavetta, Leonid Korchmar i Oleg Proskurnya (qui va ser assistent de Mussin per al Taller Internacional de Direcció i va fundar l'Acadèmia de Direcció Avançada per continuar amb l'obra d'Ilià Mussin).

## Publicacions
- Ilyá Musin, La tècnica de direcció (Техника дирижирования), Muzyka Publishing House, Moscou, 1967